# Khaleem Hyland
Khaleem Hyland (Carenage, 5 juni 1989) is een voetballer uit Trinidad en Tobago die bij voorkeur als middenvelder speelt. In september 2020 verruilde hij Al-Faisaly voor Al-Batin.

## Carrière

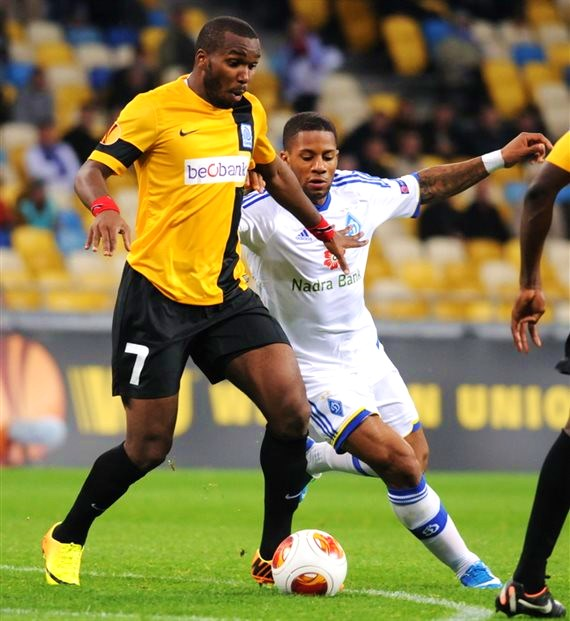
Hyland in actie tegen Jeremain Lens van Dynamo Kiev.

### San Juan Jabloteh
Hyland debuteerde in het seizoen 2007/2008 in de Trinidiaanse Premier League.

### Portsmouth
Voor aanvang van het seizoen 2008/2009 werd hij opgemerkt door het Engelse Portsmouth FC. Hij speelde echter geen minuut voor deze ploeg.

### Zulte Waregem
In de winterstop van het seizoen 2008/2009 werd hij voor een half seizoen uitgeleend aan SV Zulte Waregem. Hij deed het hier zo goed dat hij na dat seizoen definitief werd aangetrokken door Zulte Waregem.

### KRC Genk
In de zomer van 2011 tekende hij een vijfjarig contract bij KRC Genk. Hij maakte zijn debuut voor Genk in de Champions League, tegen Maccabi Haifa. In het begin kon hij zich moeilijk in de ploeg spelen bij Genk. Hij moest enkele keren centraal in de verdediging spelen. Hij kwam er vast in op 18 februari 2012 in de uitwedstrijd tegen RAEC Mons. Hij mocht vanaf toen als verdedigende middenvelder spelen omdat de trainer van Genk, Mario Been, vond dat er meer kracht op het middenveld moest. In mei 2013 pakte hij met Genk zijn eerste trofee. De club won de beker na een duel tegen Cercle Brugge. Hyland speelde de volledige wedstrijd.

## Statistieken
| seizoen | club                      | land               | competitie                | wed. | goals |
| ------- | ------------------------- | ------------------ | ------------------------- | ---- | ----- |
| 2007/08 | San Juan Jabloteh         | Trinidad en Tobago | Premier League            |      |       |
| 2008/09 | Portsmouth FC             | Engeland           | Premier League            | 0    | 0     |
| 2008/09 | → SV Zulte Waregem (huur) | België             | Jupiler Pro League        | 13   | 0     |
| 2009/10 | SV Zulte Waregem          | België             | Jupiler Pro League        | 27   | 0     |
| 2010/11 | SV Zulte Waregem          | België             | Jupiler Pro League        | 32   | 5     |
| 2011/12 | KRC Genk                  | België             | Jupiler Pro League        | 22   | 1     |
| 2012/13 | KRC Genk                  | België             | Jupiler Pro League        | 33   | 2     |
| 2013/14 | KRC Genk                  | België             | Jupiler Pro League        | 28   | 1     |
| 2014/15 | KRC Genk                  | België             | Jupiler Pro League        | 2    | 1     |
| 2015/16 | KVC Westerlo              | België             | Jupiler Pro League        | 29   | 0     |
| 2016/17 | KVC Westerlo              | België             | Jupiler Pro League        | 28   | 2     |
| 2017/18 | Al-Faisaly FC             | Saoedi-Arabië      | Saudi Professional League | 24   | 1     |
| 2018/19 | Al-Faisaly FC             | Saoedi-Arabië      | Saudi Professional League | 27   | 0     |
| Totaal  | Totaal                    | Totaal             | Totaal                    | 254  | 16    |

## Palmares
| Nationaal        |    |      |
| Beker van België | 1x | 2013 |

## Internationaal
Hyland speelde sinds 2008 meer dan tachtig interlands in het voetbalelftal van Trinidad en Tobago; daarin maakte hij vier doelpunten. Hij maakte zijn debuut in januari 2008 tegen Puerto Rico.